# Ларрёль (Атлантические Пиренеи)
Ларрёль (фр. Larreule) — коммуна во Франции, находится в регионе Аквитания. Департамент — Атлантические Пиренеи. Входит в состав кантона Арти-э-Пеи-де-Субестр. Округ коммуны — По.
Код INSEE коммуны — 64318.

## География

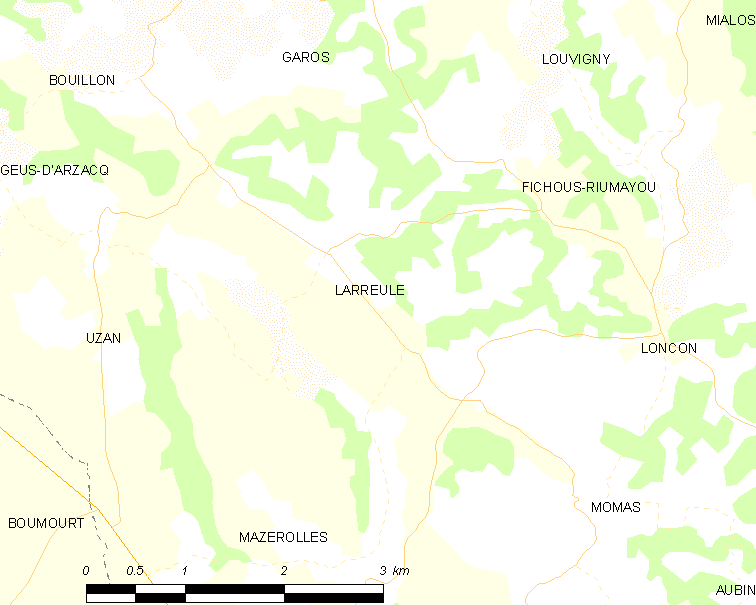
Карта коммуны

Коммуна расположена приблизительно в 640 км к югу от Парижа, в 155 км южнее Бордо, в 22 км к северо-западу от По.
По территории коммуны протекает река Люи-де-Беарн.

### Климат
Климат тёплый океанический. Зима мягкая, средняя температура января — от +5°С до +13°С, температуры ниже −10 °C бывают редко. Снег выпадает около 15 дней в году с ноября по апрель. Максимальная температура летом порядка 20-30 °C, выше 35 °C бывает очень редко. Количество осадков высокое, порядка 1100 мм в год. Характерна безветренная погода, сильные ветры очень редки.

## Население
Население коммуны на 2010 год составляло 160 человек.
| 1962 | 1968 | 1975 | 1982 | 1990 | 1999 | 2010 |
| ---- | ---- | ---- | ---- | ---- | ---- | ---- |
| 193  | 186  | 156  | 157  | 160  | 185  | 160  |

## Администрация
| Период | Период | Фамилия        | Партия | Примечания |
| ------ | ------ | -------------- | ------ | ---------- |
| 1995   | 2008   | Габриэль Кассу |        |            |
| 2008   | 2020   | Филипп Лалан   |        |            |

## Экономика
В 2010 году среди 101 человека трудоспособного возраста (15-64 лет) 81 были экономически активными, 20 — неактивными (показатель активности — 80,2 %, в 1999 году было 66,4 %). Из 81 активных жителей работали 74 человека (39 мужчин и 35 женщин), безработных было 7 (2 мужчин и 5 женщин). Среди 20 неактивных 10 человек были учениками или студентами, 6 — пенсионерами, 4 были неактивными по другим причинам.

## Достопримечательности
- Церковь Св. Петра и бенедиктинское аббатство (XII век)[4]